# Макаров, Александр Александрович
Алекса́ндр Алекса́ндрович Мака́ров (7 [19] июля 1857, Санкт-Петербург — февраль 1919, Москва) — русский государственный деятель. Государственный секретарь (1909—1911), министр внутренних дел (1911—1912) и министр юстиции (1916) Российской империи. Действительный тайный советник (1917).

## Биография
Родился 7 (19) июля 1857 года в семье купца первой гильдии А. И. Макарова. С 1866 года учился в школе Карла Мая, которую окончил в 1874 году. В 1878 году окончил юридический факультет Императорского Санкт-Петербургского университета со званием кандидата прав, получив также золотую медаль за сочинение «О международном третейском суде». Служил на разных должностях в Санкт-Петербургском окружном суде. 
В 1887 году он уже стал почётным мировым судьёй. В 1889 году в связи с преобразованием судебной системы в Прибалтийском крае (там создавались окружные и мировые судебные установления) А. А. Макаров стал первым прокурором Ревельского окружного суда. В этой должности он оставался пять лет, зарекомендовав себя хорошим профессионалом, строгим, но внимательным руководителем, получив чин коллежского советника. В апреле 1894 года он возглавил Нижегородскую прокуратуру, а в 1897 году — прокуратуру Московского окружного суда. С 1901 года — прокурор Саратовской судебной палаты. С 7 апреля 1906 года — старший председатель Харьковской судебной палаты.
18 мая 1906 года был назначен товарищем министра внутренних дел П. А. Столыпина, который знал его по работе в Саратове. Макаров руководил полицейской частью министерства и вёл борьбу с революционным движением. Был назначен 22 сентября 1907 года сенатором с производством в тайные советники, а 1 января 1909 года стал и государственным секретарём. 
В 1911 году после убийства Столыпина был назначен Министром внутренних дел по рекомендации В. Н. Коковцова. При Макарове было введено законом 9 июня 1912 года положение о земских учреждениях в губерниях: Астраханской, Оренбургской и Ставропольской и городовое положение в городе Новочеркасске. Образована Холмская губерния, выделенная из ведения варшавского генерал-губернатора. В декабре 1912 года после Ленской стачки был уволен по настоянию демократически настроенных депутатов Думы и прессы. В историю вошла фраза Макарова на заседании Государственной Думы 11 мая 1912 года по поводу Ленского расстрела: «Так было, и так будет впредь!»
1 января 1912 года он был назначен членом Государственного совета, примыкал к группе правых. В августе 1915 года избран верхней палатой членом Особого совещания для обсуждения и объединения мероприятий по обеспечению топливом (Осотопа). С 7 июля по 20 декабря 1916 года занимал должность министра юстиции.
После Февральской революции был арестован и помещён в Петропавловскую крепость. Накануне Октябрьской революции его жена, Елена Павловна (Александровна), добилась освобождения его под большой залог. Однако вскоре после этого он был вновь арестован большевиками и расстрелян в феврале 1919 года.

## Награды
- Орден Святого Станислава 2-й степени (01.01.1888)
- Орден Святой Анны 2-й степени (01.04.1890)
- Орден Святого Владимира 3-й степени (01.01.1900)
- Орден Святого Станислава 1-й степени (01.01.1904)
- Орден Святой Анны 1-й степени (01.01.1906)
- Орден Святого Владимира 2-й степени (01.01.1910)
- Высочайшая благодарность (22.05.1910)
- Орден Белого орла (01.01.1913)
- Золотой нагрудный знак в память 100-летия Государственной канцелярии (01.01.1910)

## Семья
Его сын-белогвардеец Павел Александрович (1896—?) погиб в гражданскую войну. Жена с дочерью дожили до 1934 года, когда больная астмой старушка (родилась в 1867) была осуждена на пять лагерей по делу «евлогиевцев», заменённых из-за возраста ссылкой в Казахстан на тот же срок.